# 安东市
安東市（韩语：／ Andong-si */?）是大韓民國的一個城市，也是慶尚北道的首府。截至2025年2月，安東為該道北部最大的城市，人口152,553人。
安東是附近農業郡的商業中心，也是朝鲜半岛儒家思想的摇篮。南韓最長河流洛東江流經本市。
安東以其文化和民俗方面的特性知名。每年10月中旬都會舉辦安東民俗節。最著名的文化之一即安東假面，其與安东烧酒一同列入庆尚北道的韩国无形文化遗产。
安東大學主打師範教育與韓國民俗教學，自1970年代以來迅速發展。安東的高等教育院校也包括安東科學大學和天主教上智大學等。

## 歷史

##### 三國時代~後三國時代
過去曾有「古昌」、「福州」、「永嘉」、「古陁耶」等舊地名。在新羅初期，此地被稱為「古陁耶郡」，到了統一新羅時期的景德王年間，因全國地名漢化政策而改名為「古昌郡」。另外要注意，現代全羅北道的「高敞郡」與此的「古昌郡」雖然韓文讀音相同，但所用漢字不同。
後三國時代的主要戰役之一「古昌之戰」就是在此地發生的。安東的舊地名就是「古昌」。

##### 高麗時代
從「古昌」改稱為「安東」之後， 地名與行政規模持續變化為吉州牧（길주목）、福州牧（복주목）、安東等。後來在高麗時期，恭愍王曾因紅巾賊（紅巾軍）的入侵而逃至此地，之後此地被升格為「安東大都護府」，正式確定以「安東」為地名。
隨著高麗後期的到來，整體而言，這裡的行政地位從郡、州等下級行政區，逐漸升格為府、都護府等中級行政區，最終升至牧、大都護府等上級行政區，地位顯著提升。1197年因平定金思謐與孝心之亂而被升格為都護府，1204年又因鎮壓新羅復興運動有功，進一步被升格為大都護府。

##### 朝鮮時代
在朝鮮時代，這一發展也得以延續，安東成為全國僅有的五個地方中，獲得派遣正三品官員的大都護府之一。 在慶尚道中，僅次於由從二品府尹擔任官職的慶州，是規模第二大的城市。 雖然期間曾發生弒母等悖倫犯罪（1576年）或因道縣的叛亂牽連（1776年）而一度被降級為縣，但除了這些短暫時期外，一直維持大都護府的地位。
1895年甲午改革時引入「23府制」，安東成為「安東觀察府」，一度是管轄現今慶尚北道北部地區的廣域行政單位的中心地。之後在1896年恢復為「13道制」，安東改為「慶尚北道安東郡」。1906年又整併周邊的飛地區域，將西側飛地（甘泉面）劃入禮泉郡，北側飛地（內城面〔今奉化邑〕、春陽面、小川面〔包含石浦面〕、才山面）則劃入奉化郡。
在朝鮮時代，安東與慶州同為嶺南南人（即士大夫派系之一）的根據地，但在禮訟之爭與政局更替（換局政治）之後，逐漸被畿湖地區（特指漢陽及其周邊）出身的老論派所壓制。除了一些家族如眞城李氏（李滉）、豐山柳氏（柳成龍）、義城金氏（金誠一）之外，通過生員試或文科科舉並升至堂上官的情形極為罕見。雖然當時安東試圖建立士人形象，轉型為教育城市，但此後逐漸走向衰落。
《擇里志》的作者李重煥曾稱安東與其周邊地區如禮安、禮泉、順興、永川為「神靈賜予的福地」。

##### 日帝強佔期(일제강점기)
1914年，安東郡併入了禮安郡。
1917年設立的「指定面制度」於1931年4月1日改制為「邑」，當時安東郡的「府內面」因此升格為「安東邑」。
1934年對部分「面」進行了統廢合：
依據《慶尚北道令第83號》
```
 
舊行政區劃 → 新行政區劃
```

- 豐南面 → 豐川面
- 豐西面（不含召山洞）→ 豐山面
- 豐山面 → 豐北面
- 豐西面召山洞、臨北面、月谷面、東後面 → 整併歸入其他區域

由於慶尚北道特有的儒教性抗日主義與新一代對社會主義思想的接受結合，使得該地區爆發了大規模的獨立運動。這裡也是「豐山佃農會」的根據地，該組織是慶北地區勢力最強的農民組織之一，甚至擴展至鄰近的禮泉，在那裡設立了「殷豊出張所」。該組織於1923年成立後，以河回柳氏為主的地主勢力為對抗而成立了「農會（地主會）」，雙方展開對立。
除此之外，還有許多其他的獨立運動團體。「豐西農民會」就是自上述「豐山佃農會」中分裂出來的團體，但由於組織內部的派系對立而發生內訌，最終解散。 朝鮮勞動共濟會也曾設立分會，該分會日後獨立成為社會主義團體「安東農友會」，展開包括「廢除陶山書院運動」在內的多項社會運動。
由於地形條件以及身為抗日運動根據地之一的緣故，安東在鐵路交通建設上遭到排擠，導致其逐漸衰退。安東直到中央線通車後才開始有鐵路設施。

##### 美軍政廳與大韓民國時期
1963年安東邑升格為市時，原本計畫將其命名為「新安東市」，並將郊區地區另設為「安東郡」，但因市民的反對，在升格為市的前兩天，「新安東市」的名稱改為「安東市」。這是市與郡分離後，兩者仍使用相同名稱的首例，在此之前，市與郡若分離，其中一方的名稱必須更改。例如與安東同年升格為市的「天安市」，其升格後原本所屬的「天安郡」被更名為「天原郡」。
1973年，豐山面升格為「豐山邑」。1974年，因安東水壩的建設，禮安面與月谷面的大部分地區被水淹沒，導致月谷面被廢止，原本是月谷面所在的「井山洞」成為了禮安面的新行政中心。1987年1月1日，將豐山邑的「丹湖洞」劃入南後面，將臥龍面西峴洞的一部分劃入北後面。
1988年，隨著全國各「邑・面」內的所有「洞」統一改為「里」，安東郡內的所有「洞」也一併改稱為「里」。
1993年11月6日，因臨河水壩建設進行了行政區劃調整。
原本分離的安東市與安東郡，於1995年全國性市縣整併時重新合併。除了1997年、1998年與2005年進行過三次行政洞的統廢合外，至今基本上行政區劃未有重大變動。
2016年2月，慶尚北道廳遷至豐川面，使安東成為慶尚北道廳的所在地。
2017年3月3日，臥龍面「節江里」地區併入同一面的「道谷里」，西後面的「者品里」更名為「才品里」。

## 地理
安東市的西南部分比較平坦，東北則屬山地地形，農田大都位於山間。除了豐山平原之外，安東市平原很少。洛東江以南的土質幾乎都是黏土質，江北則為沙土質。其氣溫年差大，年平均氣溫為12.1℃，年降水量約為1,179.8毫米。

### 氣候
| 安东市(1981−2010)                         | 安东市(1981−2010) | 安东市(1981−2010) | 安东市(1981−2010) | 安东市(1981−2010) | 安东市(1981−2010) | 安东市(1981−2010) | 安东市(1981−2010) | 安东市(1981−2010) | 安东市(1981−2010) | 安东市(1981−2010) | 安东市(1981−2010) | 安东市(1981−2010) | 安东市(1981−2010) |
| 月份                                      | 1月               | 2月               | 3月               | 4月               | 5月               | 6月               | 7月               | 8月               | 9月               | 10月              | 11月              | 12月              | 全年              |
| ----------------------------------------- | ----------------- | ----------------- | ----------------- | ----------------- | ----------------- | ----------------- | ----------------- | ----------------- | ----------------- | ----------------- | ----------------- | ----------------- | ----------------- |
| 平均高温 °C（°F）                         | 3.6 (38.5)        | 6.4 (43.5)        | 11.8 (53.2)       | 19.4 (66.9)       | 24.2 (75.6)       | 27.4 (81.3)       | 29.0 (84.2)       | 29.8 (85.6)       | 25.5 (77.9)       | 20.3 (68.5)       | 12.8 (55.0)       | 6.0 (42.8)        | 18.0 (64.4)       |
| 日均气温 °C（°F）                         | −2.2 (28.0)       | 0.2 (32.4)        | 5.3 (41.5)        | 12.2 (54.0)       | 17.4 (63.3)       | 21.4 (70.5)       | 24.3 (75.7)       | 24.8 (76.6)       | 19.8 (67.6)       | 13.2 (55.8)       | 6.1 (43.0)        | 0.0 (32.0)        | 11.9 (53.4)       |
| 平均低温 °C（°F）                         | −7.4 (18.7)       | −5.3 (22.5)       | −0.5 (31.1)       | 5.2 (41.4)        | 10.8 (51.4)       | 16.1 (61.0)       | 20.6 (69.1)       | 20.9 (69.6)       | 15.4 (59.7)       | 7.7 (45.9)        | 0.6 (33.1)        | −5.2 (22.6)       | 6.6 (43.9)        |
| 平均降水量 mm（）                         | 20.1 (0.79)       | 26.9 (1.06)       | 44.9 (1.77)       | 68.2 (2.69)       | 91.5 (3.60)       | 136.8 (5.39)      | 244.3 (9.62)      | 217.8 (8.57)      | 131.9 (5.19)      | 36.9 (1.45)       | 30.6 (1.20)       | 16.6 (0.65)       | 1,066.4 (41.98)   |
| 平均降水天数（≥ 0.1 mm）                  | 5.3               | 5.8               | 7.4               | 7.9               | 9.2               | 10.1              | 14.1              | 13.2              | 9.5               | 5.9               | 6.2               | 5.4               | 100               |
| 平均相對濕度（％）                        | 61.6              | 60.1              | 59.8              | 56.7              | 63.0              | 71.3              | 79.3              | 78.6              | 77.8              | 73.3              | 68.8              | 64.4              | 67.9              |
| 月均日照時數                              | 185.4             | 183.0             | 200.6             | 218.7             | 224.5             | 190.4             | 148.9             | 167.1             | 150.9             | 181.7             | 164.7             | 177.8             | 2,193.6           |
| 来源：Korea Meteorological Administration |                   |                   |                   |                   |                   |                   |                   |                   |                   |                   |                   |                   |                   |

## 政治
安東市最高層級的地方行政機關是安東市政廳，而慶尚北道之行政機關慶尚北道廳也設在本市丰川面。

### 安東市政廳

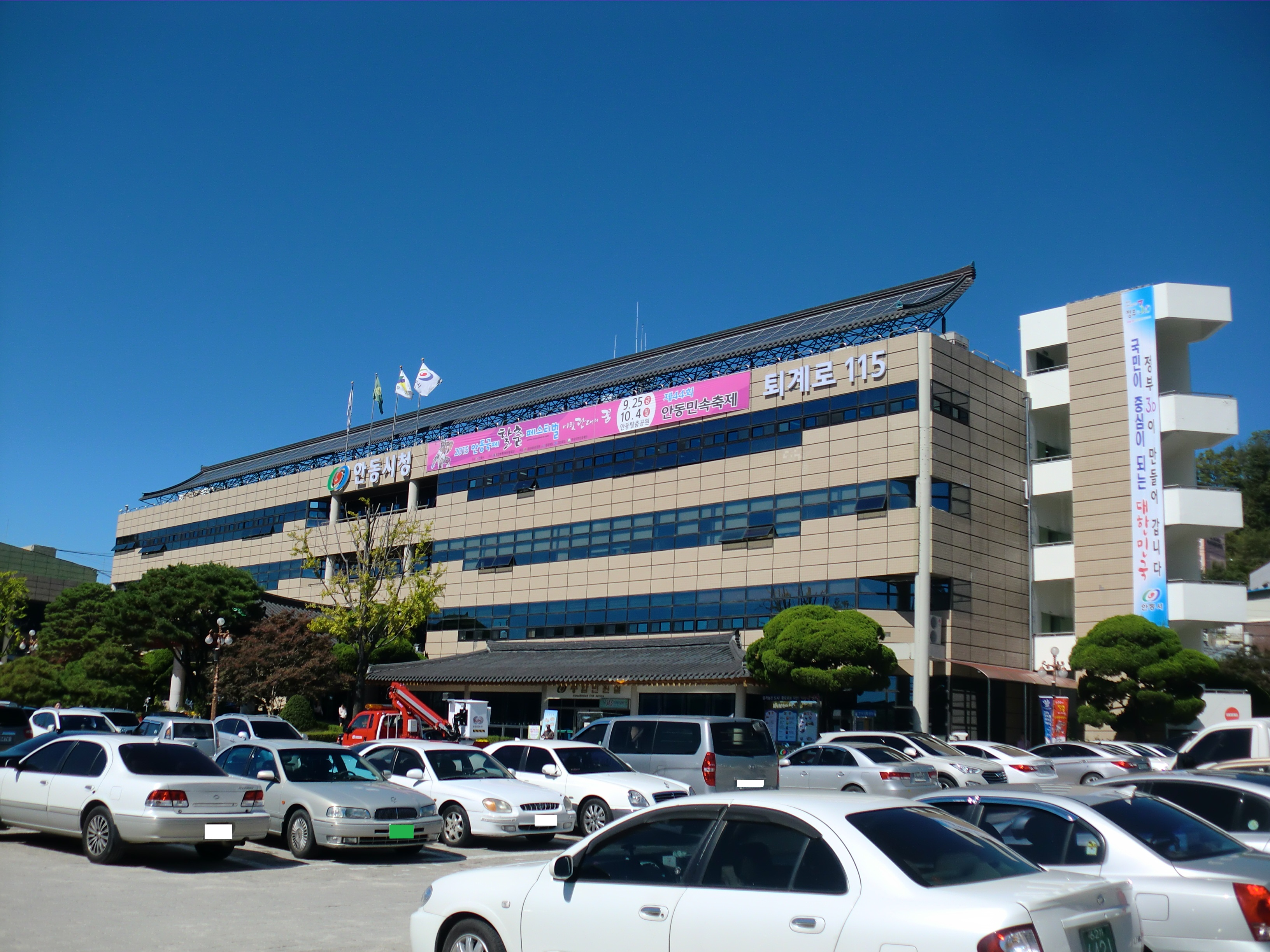
安東市政廳

安東市政廳位在退溪路115號（明倫洞344番地），是安東市最高層級的地方行政機關，1963年升格為市時即設立。1979年國立安東大學搬到龍上洞時在其原校址建造了今天的市政廳建築。
原本掛在安東郡廳、現掛在市政廳玄關的「安東雄府」匾額相傳為高麗恭愍王在紅巾軍侵韓時來到安東避難時所書。1995年市郡整合，郡廳裁撤，其舊址位於今港口公園。

#### 歷任安東市長（市郡整合後）

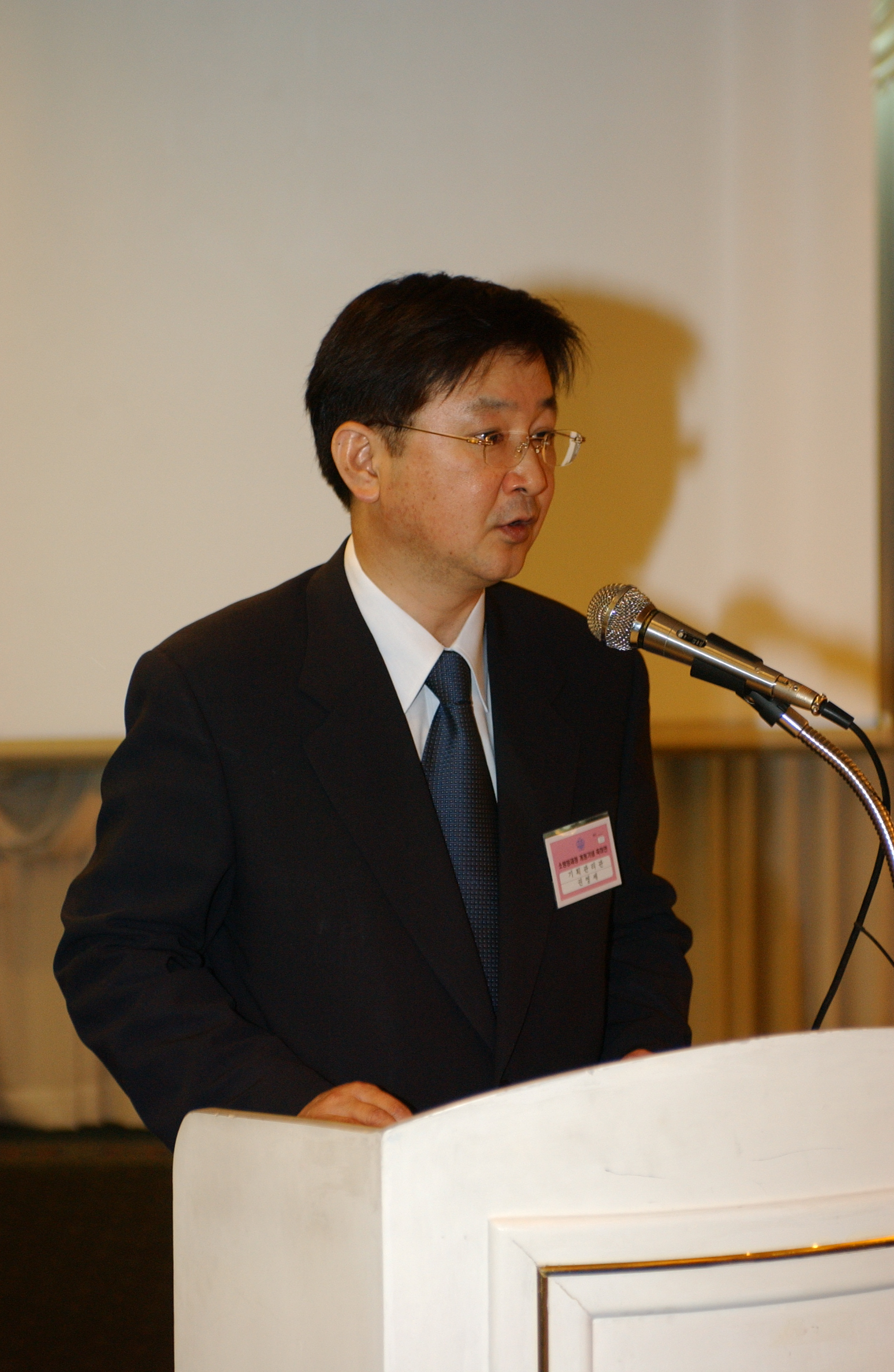
權寧世

截至2017年8月為止，市郡整合後共有7任市長。現任市長為权宁世。
| #    | 姓名           | 諺文姓名 | 總任期               |
| ---- | -------------- | -------- | -------------------- |
| 1    | 盧柄容（音譯） |          | 1995年1月－1995年6月 |
| 2、3 | 鄭東浩（音譯） |          | 1995年7月－2002年6月 |
| 4、5 | 金暉東         |          | 2002年7月－2010年6月 |
| 6、7 | 權寧世         |          | 2010年7月至今        |

## 文化旅遊

### 飲食
安東市某些食物特別著名，例如假祭祀飯、安東燉雞（又稱安東蒸雞、安東燒雞）、安東燒酒、食醯、和安東鹹青花鱼。

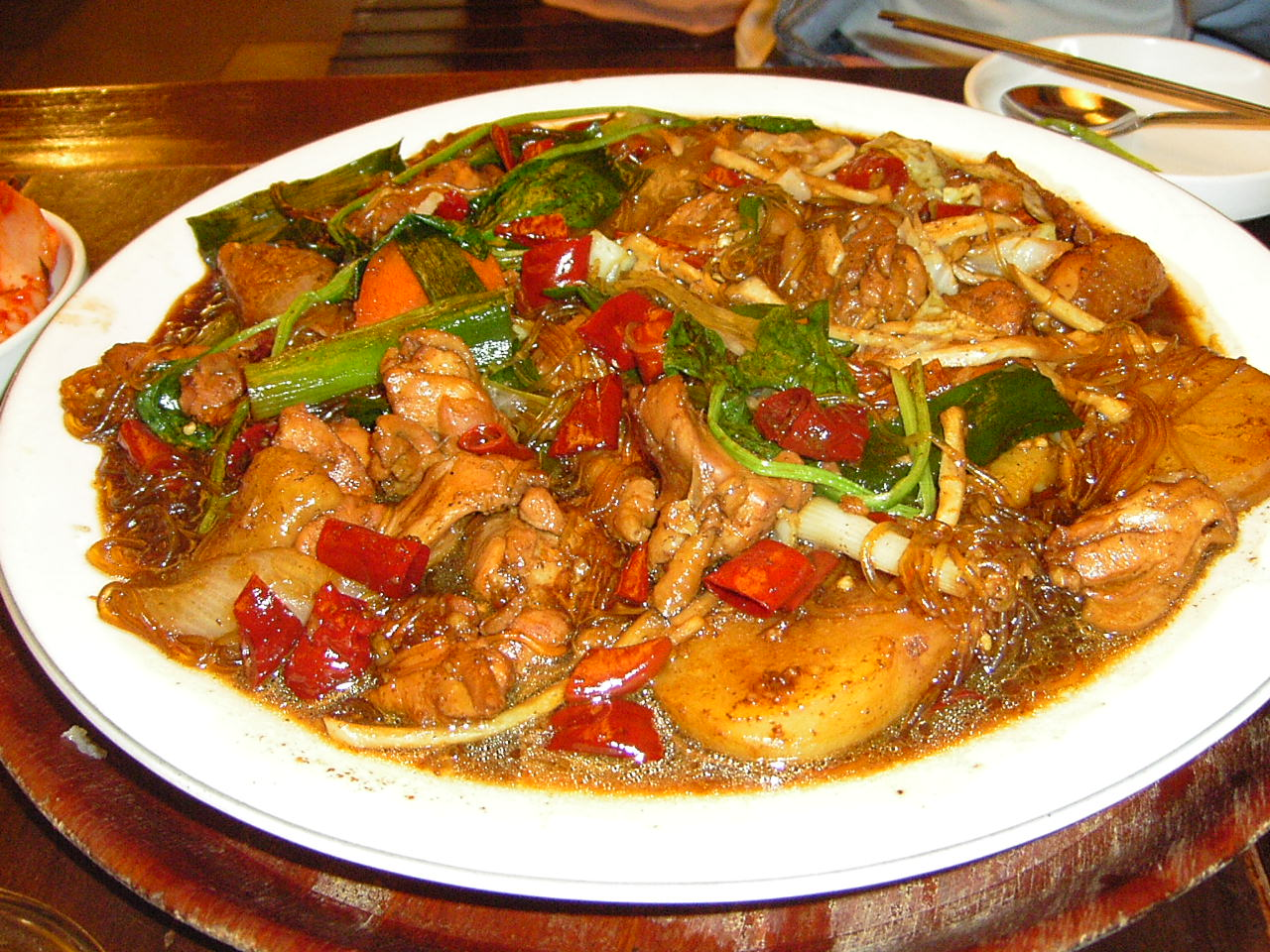
安東燉雞
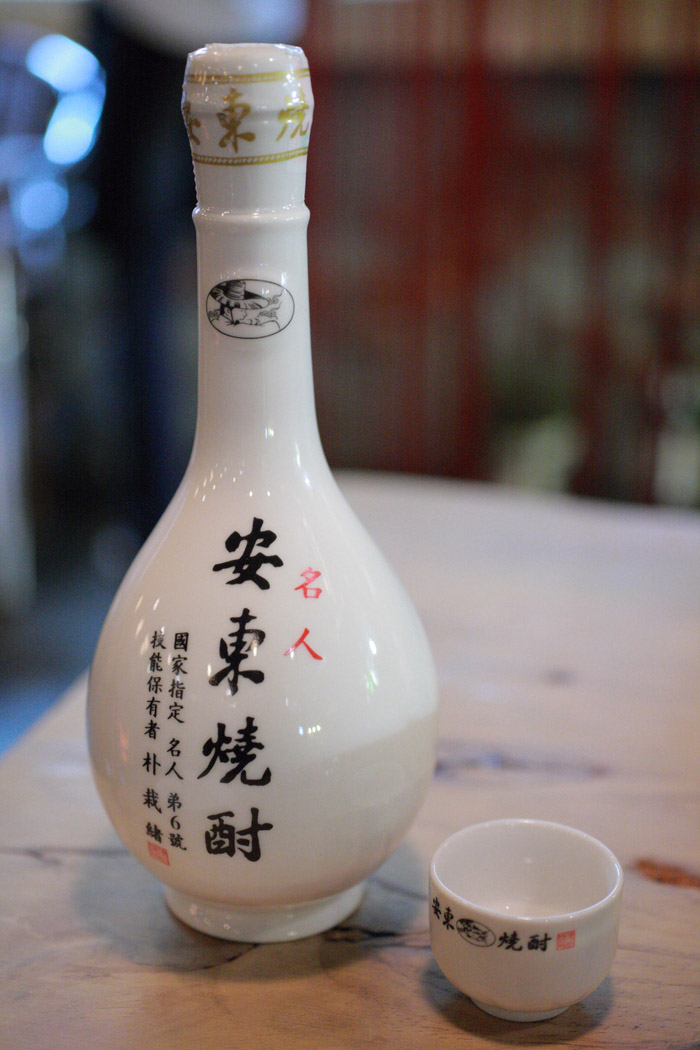
安東燒酒

### 著名景點
安東市擁有1項世界文化遺產，即河回村。其是在2010年7月31日與慶州良洞村以「韓國歷史村落：河回村和良洞村」的名稱列入世界遺產名錄。同時也是韓國重要民俗文化遗产第122号。
陶山书院是李退溪所創建之書院，於1575年成為賜額書院。月映橋則是韩国最大规模的木栅桥。

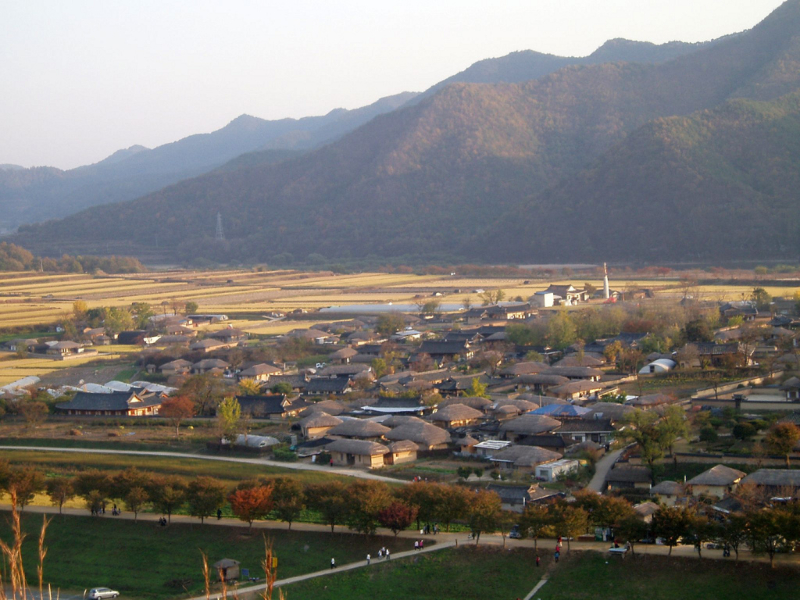
河回村
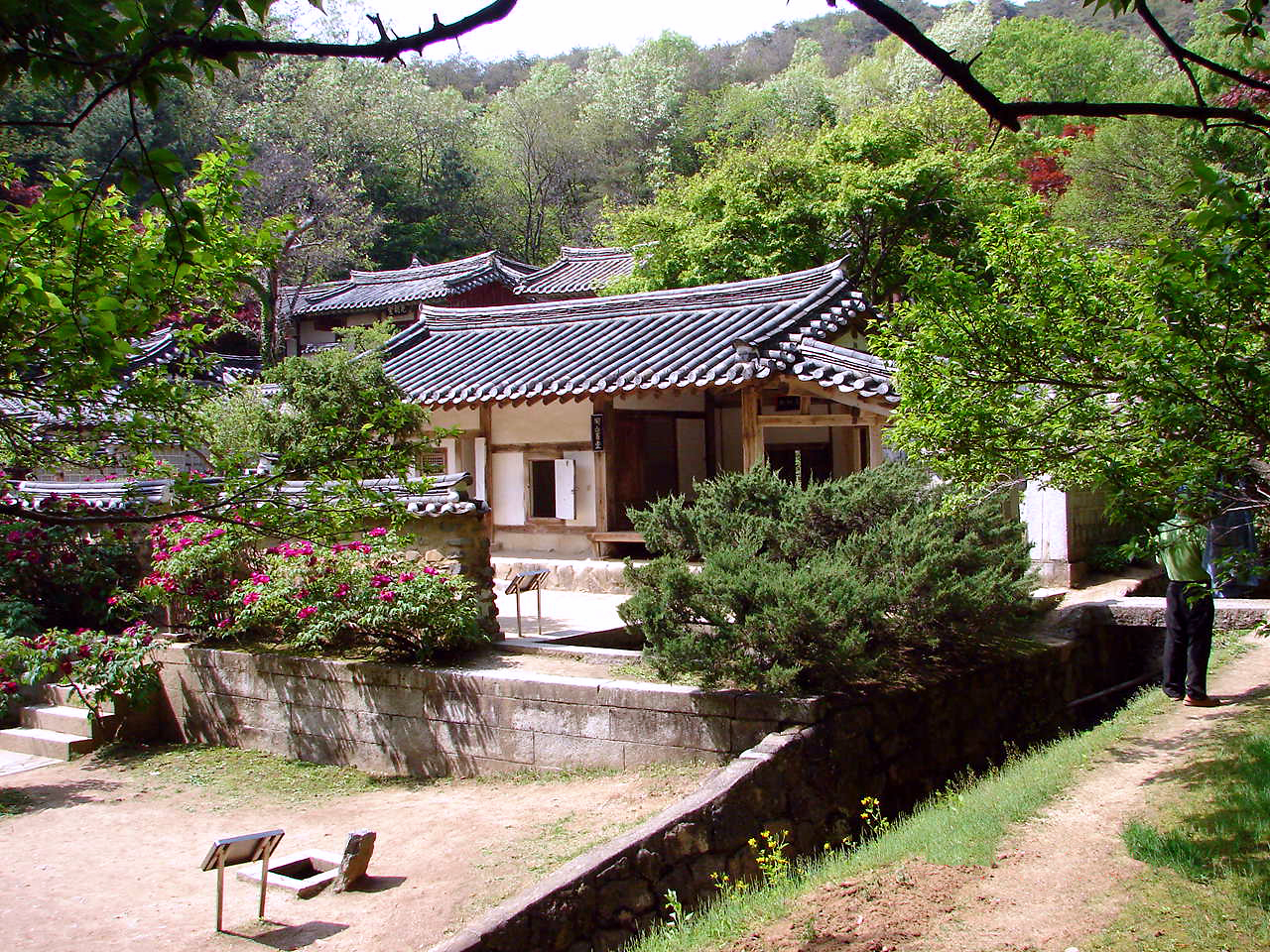
陶山書院
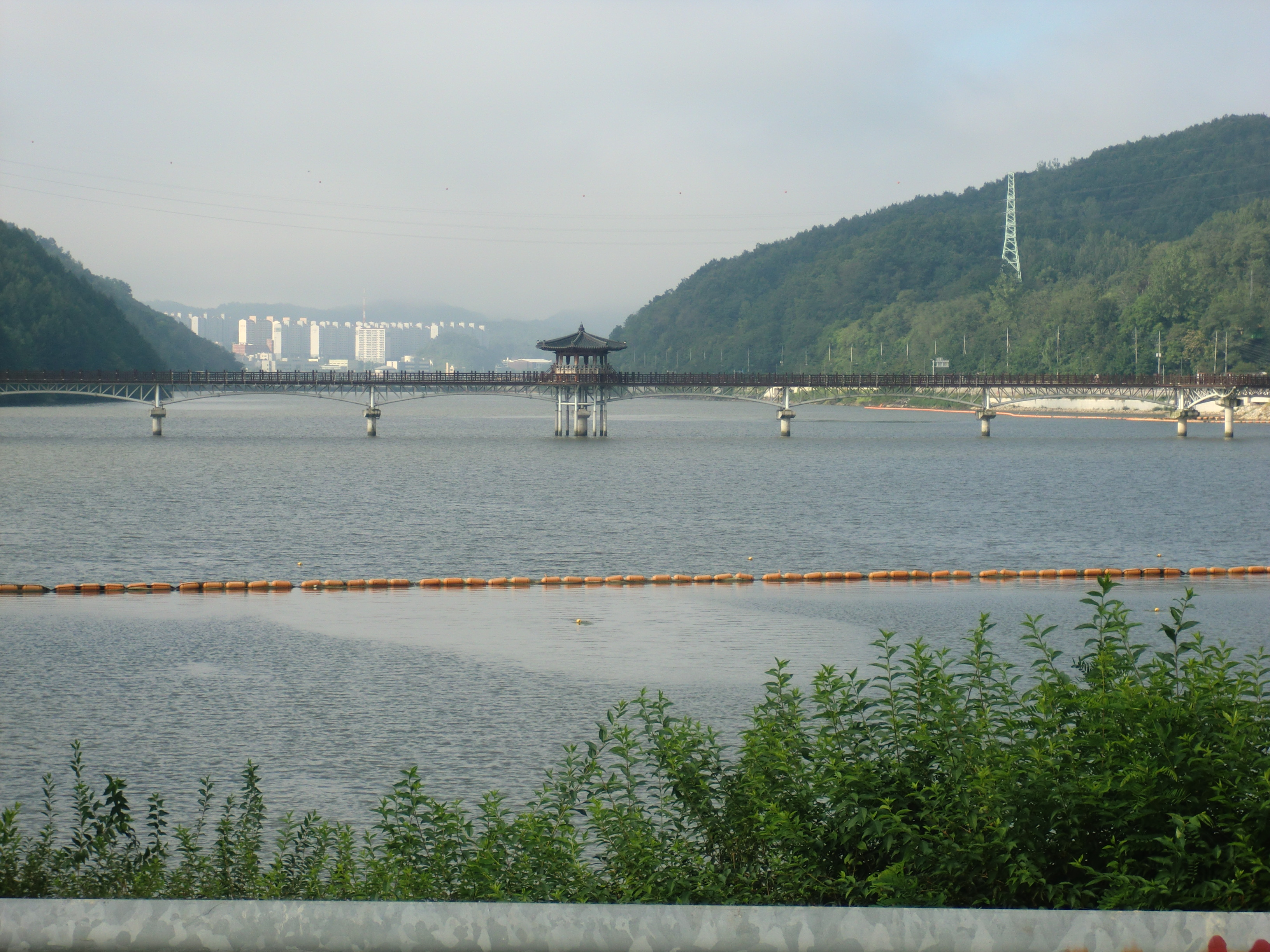
月映橋

## 外部連結
- 安東市市廳（页面存档备份，存于）